# پنجاهمین دوره جوایز بفتا
پنجاهمین دورهٔ جوایز بفتا توسط آکادمی هنرهای سینمایی و تلویزیونی بریتانیا در ۲۹ آوریل ۱۹۹۷ میلادی با معرفی بهترین فیلم‌های سال ۱۹۹۶ میلادی، برگزار شد.
در این دوره از مسابقات فیلم بیمار انگلیسی ساختهٔ آنتونی مینگلا برندهٔ بهترین فیلم سال شد.

## نامزدی‌ها و جوایز
| بهترین فیلم | بهترین کارگردانی |
| --- | --- |
| بیمار انگلیسی - فارگو - رازها و دروغ‌ها - درخشیدن                                                                                          | فارگو - برادران کوئن - بیمار انگلیسی - آنتونی مینگلا - رازها و دروغ‌ها - مایک لی - درخشیدن - اسکات هیکز                                                     |
| بهترین بازیگر نقش اول مرد | بهترین بازیگر نقش اول زن |

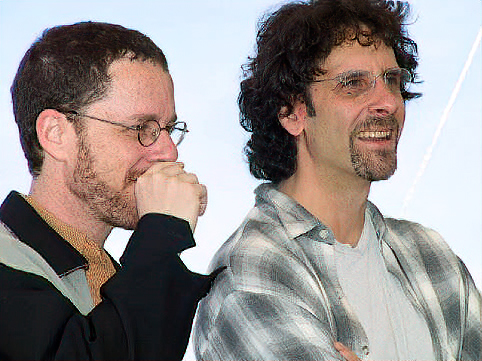
برادران کوئن، برنده بهترین کارگردانی

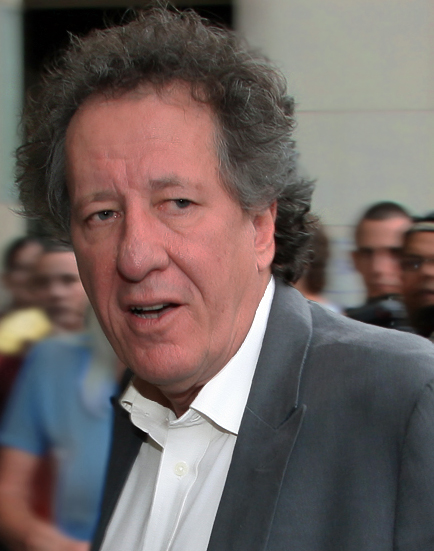
جفری راش، برنده بهترین بازیگر نقش اول مرد

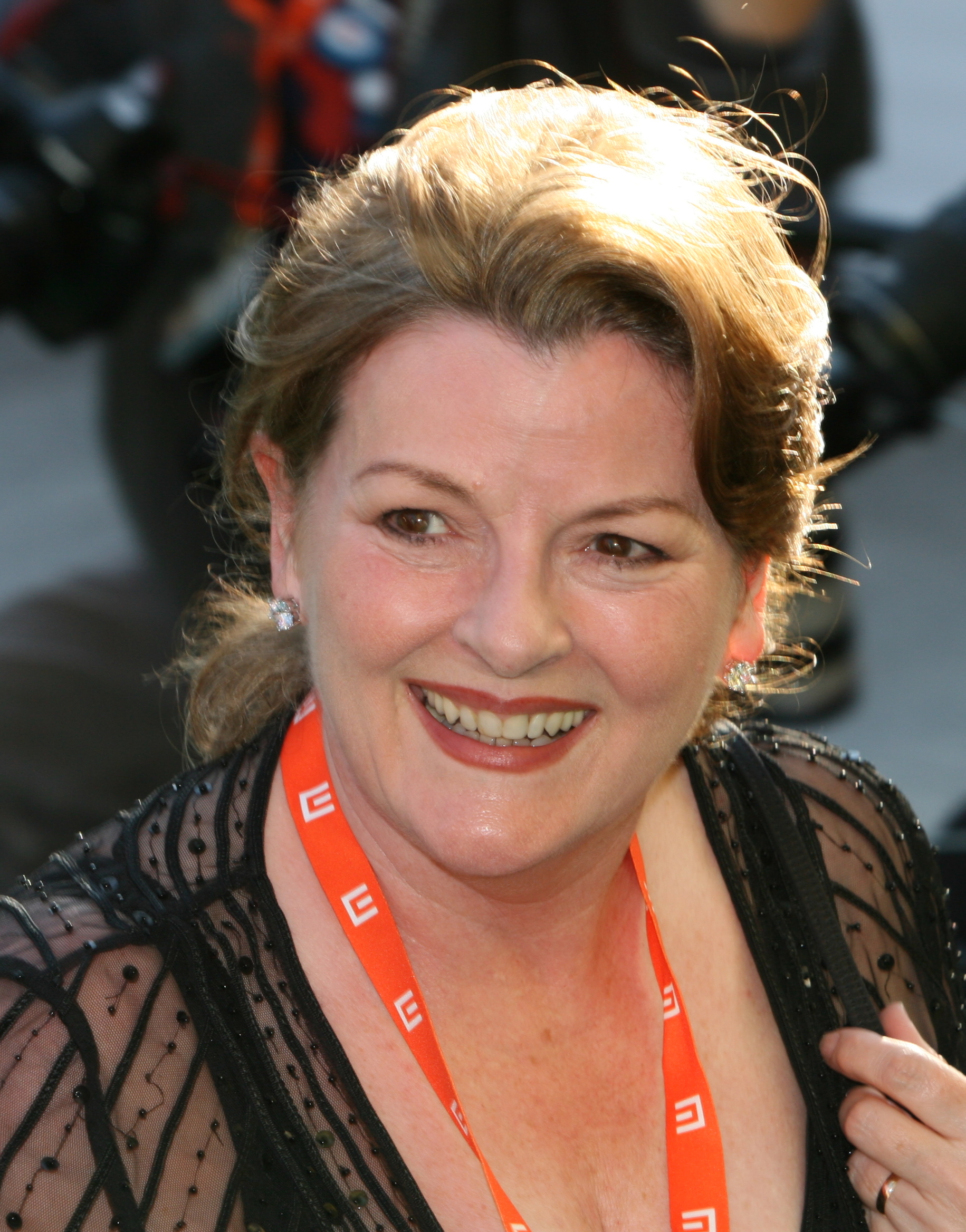
برندا بلتین، برنده بهترین بازیگر نقش اول زن

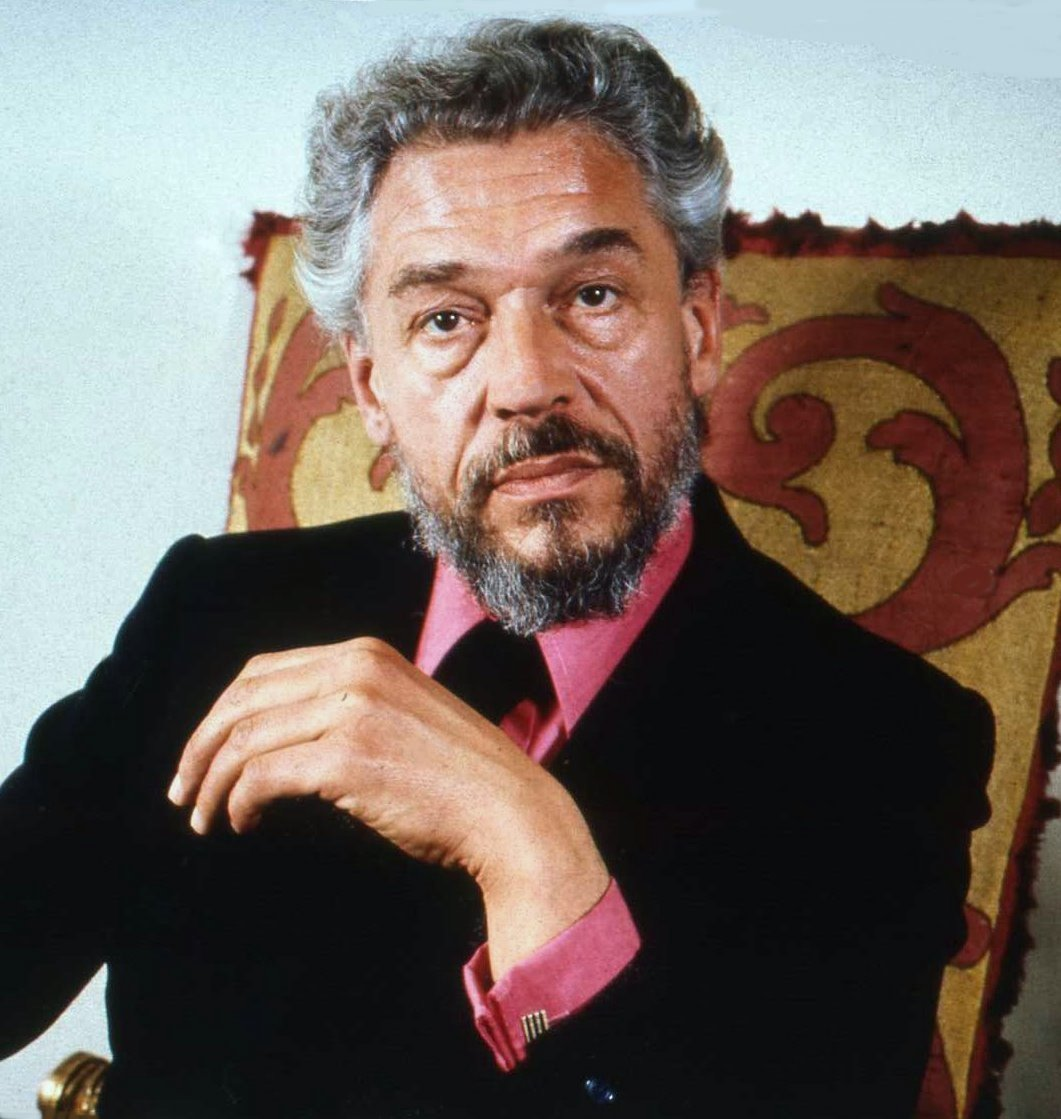
پل اسکوفیلد، برنده بهترین بازیگر نقش مکمل مرد

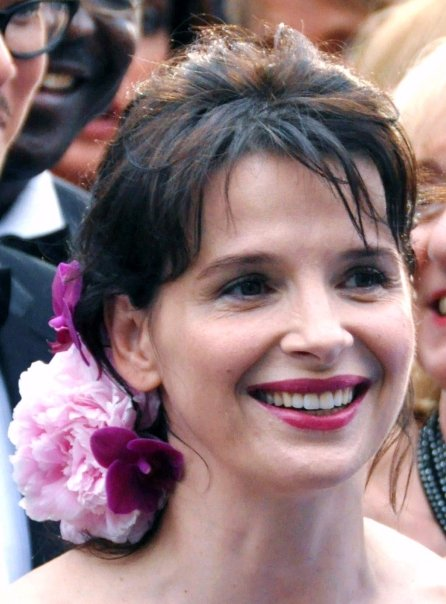
ژولیت بینوش، برنده بهترین بازیگر نقش مکمل زن

| جفری راش برای فیلم درخشیدن - رالف فاینس برای فیلم بیمار انگلیسی - ایان مک‌کلن برای فیلم ریچارد سوم - تیموتی اسپال برای فیلم رازها و دروغ‌ها | برندا بلتین برای فیلم رازها و دروغ‌ها - فرانسیس مک‌دورمند برای فیلم فارگو - کریستین اسکات توماس برای فیلم بیمار انگلیسی - امیلی واتسون برای فیلم شکستن امواج |
| بهترین بازیگر نقش مکمل مرد | بهترین بازیگر نقش مکمل زن |
| پل اسکوفیلد برای فیلم آزمون دشوار - جان گیلگد برای فیلم درخشیدن - ادوارد نورتون برای فیلم ترس کهن - آلن ریکمن برای فیلم مایکل کولین       | ژولیت بینوش برای فیلم بیمار انگلیسی - لورن باکال برای فیلم آینه دو چهره دارد - لین ردگریو برای فیلم درخشیدن - ماریان ژان-باپتیست برای فیلم رازها و دروغ‌ها  |
| فیلم‌نامه اوریجینال | فیلم‌نامه اقتباسی |
| رازها و دروغ‌ها - مایک لی - درخشیدن - Jan Sardi - Lone Star - جان سیلس - فارگو - برادران کوئن، - ناامیدی - مارک هرمن                       | بیمار انگلیسی - آنتونی مینگلا - آزمون دشوار - آرتور میلر - ریچارد سوم - ایان مک‌کلن - اویتا - آلن پارکر، الیور استون                                        |
| بهترین فیلمبرداری | طراحی لباس |
| بیمار انگلیسی - جان سیل - فارگو - راجر دیکینس - اویتا - داریوش خنجی - مایکل کولین - کریس منجس                                             | ریچارد سوم - بیمار انگلیسی - هملت - اویتا |
| بهترین تدوین فیلم | بهترین گریم و آرایش مو |
| بیمار انگلیسی - فارگو - برادران کوئن - درخشیدن - اویتا                                                                                    | پروفسور دیوانه - اویتا - ۱۰۱ سگ خالدار - بیمار انگلیسی |
| بهترین طراحی تولید | بهترین صدا |
| ریچارد سوم - بیمار انگلیسی - هملت - اویتا                                                                                                 | درخشیدن - روز استقلال - اویتا - بیمار انگلیسی |
| بهترین جلوه‌های ویژه تصویری | |
| گردباد - روز استقلال - داستان اسباب‌بازی - پروفسور دیوانه                                                                                  | |

## فیلم‌هایی با چندین نامزدی
- ۶ / ۱۳ بیمار انگلیسی
- ۳ / ۶ رازها و دروغ‌ها
- ۲ / ۵ ریچارد سوم
- ۲ / ۹ درخشیدن
- ۱ / ۱ Twister
- ۱ / ۲ آزمون دشوار
- ۱ / ۲ پروفسور دیوانه
- ۱ / ۶ فارگو